# Kaarina
Kaarina (finnül kiejtve: [ˈkɑːrinɑ]; svédül: Sankt Karins, azaz „Szent Katalin”) kis város és település Finnországban.
Délnyugat-Finnország régióban található, és Turku szomszédja, amely Délnyugat-Finnország fővárosa, így Kaarina a Greater Turku régió része. A település lakossága 35 502 (2021. december 31-én), területe 179,58 km2 ebből 29,15 km2 víz. A népsűrűség 236,11 ember négyzetkilométerenként.
A település finn, svéd kisebbséggel és pl. svéd általános iskolával. A kétnyelvűséget javasolták, de 2015-ben elutasították.
A híres képzőművész, Tom of Finland Kaarinában született. Kaarinában van egy jól ismert focicsapat , a Kaarinan Pojat, valamint a Kino Piispanristi Délnyugat-Finnország legnagyobb független mozija.
Kuusisto önkormányzatát 1946-ban egyesítették Kaarinával. Piikkiö önkormányzatát pedig 2009. január 1-jén. Ezzel egy időben Kaarina felvette Piikkiö címerét.

## Politika
A 2011-es kaarinai finn parlamenti választások eredményei:
- Nemzeti Koalíció Pártja 29,7%
- Szociáldemokrata Párt 21,2%
- Finnek pártja 17,8%
- Baloldali Szövetség 9,5%
- Zöld Liga 7,1%
- Középpárt 6,6%
- Svéd Néppárt 3,4%
- Kereszténydemokraták 2,8%

## Nemzetközi kapcsolatok

### Testvérvárosok
Kaarina testvérvárosai: 
- Ansião, Portugália
- Jõgeva, Észtország
- Enköping, Svédország
- Szentes, Magyarország
- Sovetsky, Oroszország